# Thymus beltraniae
Thymus beltraniae là một loài thực vật có hoa trong họ Hoa môi. Loài này được Socorro, Espinar & Arrebola miêu tả khoa học đầu tiên năm 1993.